# Велико Поље (Обреновац)
Велико Поље је насеље у градској општини Обреновац у граду Београду. Према попису из 2022. било је 1669 становника.
Настало је одвајањем од великог села Стублине, а његова граница на истоку је река Колубара. У селу се налази четворогодишња основна школа, а постоји и фудбалски клуб Омладинац. На подручју атара Великог Поља се налази неуређени извор минералне воде.

## Демографија
У насељу Велико Поље живи 1412 пунолетних становника, а просечна старост становништва износи 39,6 година (39,3 код мушкараца и 39,9 код жена). У насељу има 512 домаћинстава, а просечан број чланова по домаћинству је 3,55.
Ово насеље је великим делом насељено Србима (према попису из 2002. године), а у последња три пописа, примећен је пораст у броју становника.
|  |

| Демографија | Демографија | Демографија |
| Година      | Становника  | Становника  |
| ----------- | ----------- | ----------- |
| 1948.       | 1.397       |             |
| 1953.       | 1.429       |             |
| 1961.       | 1.473       |             |
| 1971.       | 1.402       |             |
| 1981.       | 1.454       |             |
| 1991.       | 1.665       | 1.635       |
| 2002.       | 1.820       | 1.881       |

| Етнички састав према попису из 2002.‍ | Етнички састав према попису из 2002.‍ | Етнички састав према попису из 2002.‍ | Етнички састав према попису из 2002.‍ | Етнички састав према попису из 2002.‍ |
| ------------------------------------ | ------------------------------------ | ------------------------------------ | ------------------------------------ | ------------------------------------ |
|                                      |                                      |                                      |                                      |                                      |
| Срби                                 | Срби                                 |                                      | 1.798                                | 98,79%                               |
| Црногорци                            | Црногорци                            |                                      | 7                                    | 0,38%                                |
| Југословени                          | Југословени                          |                                      | 3                                    | 0,16%                                |
| Хрвати                               | Хрвати                               |                                      | 2                                    | 0,10%                                |
| Муслимани                            | Муслимани                            |                                      | 1                                    | 0,05%                                |
| Македонци                            | Македонци                            |                                      | 1                                    | 0,05%                                |
| Албанци                              | Албанци                              |                                      | 1                                    | 0,05%                                |
| непознато                            | непознато                            |                                      | 2                                    | 0,10%                                |

| Година пописа     | 1948. | 1953. | 1961. | 1971. | 1981. | 1991. | 2002. |
| ----------------- | ----- | ----- | ----- | ----- | ----- | ----- | ----- |
| Број домаћинстава | 277   | 294   | 340   | 351   | 395   | 456   | 512   |

| Број чланова      | 1  | 2   | 3  | 4  | 5  | 6  | 7  | 8 | 9 | 10 и више | Просек |
| ----------------- | -- | --- | -- | -- | -- | -- | -- | - | - | --------- | ------ |
| Број домаћинстава | 65 | 124 | 72 | 98 | 71 | 54 | 17 | 6 | 2 | 3         | 3,55   |

| Пол    | Укупно | Неожењен/Неудата | Ожењен/Удата | Удовац/Удовица | Разведен/Разведена | Непознато |
| ------ | ------ | ---------------- | ------------ | -------------- | ------------------ | --------- |
| Мушки  | 746    | 230              | 463          | 34             | 19                 | 0         |
| Женски | 741    | 153              | 454          | 116            | 17                 | 1         |
| УКУПНО | 1.487  | 383              | 917          | 150            | 36                 | 1         |

| Пол    | Укупно                    | Пољопривреда, лов и шумарство | Рибарство                            | Вађење руде и камена | Прерађивачка индустрија       |
| ------ | ------------------------- | ----------------------------- | ------------------------------------ | -------------------- | ----------------------------- |
| Мушки  | 401                       | 153                           | 1                                    | 0                    | 70                            |
| Женски | 225                       | 100                           | 0                                    | 1                    | 20                            |
| УКУПНО | 626                       | 253                           | 1                                    | 1                    | 90                            |
| Пол    | Производња и снабдевање   | Грађевинарство                | Трговина                             | Хотели и ресторани   | Саобраћај, складиштење и везе |
| Мушки  | 34                        | 33                            | 30                                   | 1                    | 37                            |
| Женски | 6                         | 5                             | 29                                   | 1                    | 4                             |
| УКУПНО | 40                        | 38                            | 59                                   | 2                    | 41                            |
| Пол    | Финансијско посредовање   | Некретнине                    | Државна управа и одбрана             | Образовање           | Здравствени и социјални рад   |
| Мушки  | 1                         | 7                             | 9                                    | 8                    | 4                             |
| Женски | 2                         | 8                             | 5                                    | 21                   | 14                            |
| УКУПНО | 3                         | 15                            | 14                                   | 29                   | 18                            |
| Пол    | Остале услужне активности | Приватна домаћинства          | Екстериторијалне организације и тела | Непознато            | Непознато                     |
| Мушки  | 10                        | 0                             | 0                                    | 3                    | 3                             |
| Женски | 7                         | 0                             | 0                                    | 2                    | 2                             |
| УКУПНО | 17                        | 0                             | 0                                    | 5                    | 5                             |